# Chorisquilla andamanica
Chorisquilla andamanica is een bidsprinkhaankreeftensoort uit de familie van de Protosquillidae. De wetenschappelijke naam van de soort is voor het eerst geldig gepubliceerd in 1975 door Manning.